# Robótica BEAM
Robótica BEAM (sigla para Biology (Biologia), Electronics (Eletrônica), Aesthetics (Estética), e Mechanics (Mecânica)) é um estilo de robótica que usa circuitos analógicos simples ao invés de microprocessadores. A maioria dos robôs BEAM são simples em seu projeto comparados aos robôs móveis tradicionais.
Existe um grande número de robôs BEAM desenvolvidos para usar a energia de pequenos painéis solares  ligados a circuitos que armazenam essa energia, criando robôs autônomos capazes de operar sem baterias e em diferentes tipos de iluminação. 

## Mecanismos
O mecanismo comentado foi inventado por Mark W. Tilden, embora exista uma pesquisa mais recente
por Ed Rietman em 'Experiments In Artificial Neural Networks (Experimentos Em Redes Neurais Artificiais)', onde os circuitos são usados para simular o comportamento de neurônios biológicos. O circuito de Tilden é frequentemente comparado com um registrador de deslocamento, mas com características importantes, tornando-o útil para ser usado em um robô móvel.
Ao lado da computação simplistica das "Redes Neurais" de Tilden. BEAM trouxe uma série de utilitários para as todos que estão envolvidos na robótica. O circuito "Solar Engine", muitas circuitos H-bridge para o controle de pequenos motores, a criação de inúmeros sensores de toque, e muitas técnicas para o construção de robôs de escala média (tamanho da palma da mão) foram documentadas e compartilhadas pela comunidade BEAM.

## Robôs BEAM
Sendo focados em comportamentos "baseados em reação" (como foi inspirado originalmente pelo trabalho de Rodney Brooks), A Robótica BEAM tenta copiar as características e o comportamento de organismos naturais, com o objetivo final de domesticar esses robôs "selvagens". A robótica BEAM também promove a importância da estética no desenvolvimento dos robôs, pois considera que um robô com boa estética é geralmente melhor construíido e mais robusto que um robô com má estética.
A sigla BEAM possui os seguintes significados possíveis:
Biology(Biologia) Electronics(Eletrônica) Aesthetics(Estética) Mechanics(Mecânica)
Building(Construção) Evolution(Evolução) Anarchy(Anarquia) Modularity(Modularidade)
Biotechnology(Biotecnologia) Ethnology(Etnologia) Analogy(Analogia) Morphology(Morfologia)
Ao contrario de muitos outros tipos de robôs controlados por microcontroladores, os robôs BEAM são construídos baseados no princípio de usar multíplos circuitos de comportamento simples ligados diretamente aos sensores com pouco condicionamento de sinal. A filosofia dos projetos está intimamente ligada ao livro "Vehicles: Experiments in Synthetic Psychology(Veículos: Experimentos em Psicologia Sintética)", o qual explora através de uma série de experimentos o desenvolvimento de robôs complexos através de simples ligações inibidoras/excitadoras entra os sensores e os atuadores.
Microcontroladores e Programação normalmente não fazem parte de um robô BEAM devido a sua filosofia de projeto centralizada em programas fixos. Existem projetos bem-sucedidos de robôs que utilizam-se das duas tecnologias, são chamados de robôs "cavalo e cavaleiro" ou híbridos. O robô usando a tecnologia BEAM controla o corpo físico o "cavalo"), e o microcontrolador e seu programa controlam o corpo do robô influenciando o circuito BEAM, sendo o "cavaleiro"(The ScoutWalker 3). O "cavaleiro" não é necessário para o funcionamento do robô, porém sem ele o robô irá perder a influência do microcontrolador dizendo o que ele deve fazer.

## Aplicações
No momento, não existem aplicações práticas para robôs inspirados na natureza fora dos laboratórios de pesquisa, hobbistas e aplicações educacionais. Existe um trabalho para avaliar as  técnicas biomórficas que copiam sistemas naturais que parecem ter uma vantagem em performance com relação às técnicas tradicionais. Existem muitos exemplos de como pequenos cérebros de insetos / minhocas são capazes de performance significativa, a qual ainda devemos achar uma solução conveniente.
Uma das principais característica que reduz o número de aplicações é a natureza aleatória das 'redes neurais', que requerem que novas técnicas sejam aprendidas pelo construtor para conseguir diagnosticar e manipular as características do circuito. Um grupo de  acadêmicos internacionais se encontra em Telluride, Colorado para tentar entender essa questão e, recentemente, Mark Tilden tem feito parte desse grupo (ele teve que se retirar devido aos seus compromissos comerciais com a Wow-Wee toys).
Não tendo memória de longa duração, Os robôs BEAM geralmente não aprendem com o comportamento passado, apesar que atualmente a Comunidade BEAM tem trabalhado para melhorar esse ponto. Um dos robôs BEAM mais habilidosos nesse ponto é o Hider, de Bruce Robinson, com uma impressionante capacidade de memória e processamento em um projeto sem microprocessador.

## Publicações
Patentes
- US patent 613809 - Method of and Apparatus for Controlling Mechanism of Moving Vehicle or Vehicles - Patente do "telautomaton"  de Tesla; Primeira porta lógica.
- US patent 5325031 - Adaptive robotic nervous systems and control circuits therefor - Patente de Tilden ; Um circuito de controle auto-estabilizante utilizando circuitos de atraso de pulso para controlar os membros de uma robô membrado, e um robô incorporando o circuito; "neurônio" artificial.
- US patent 5574347 - Aparato para locomoção em espaços fechados

Livros e Publicações
- Braitenberg, Valentino, "Vehicles: Experiments in Synthetic Psychology", 1984. ISBN 0-262-52112-1
- Rietman, Ed, "Experiments In Artificial Neural Networks", 1988. ISBN 0-8306-0237-2
- Tilden, Mark W., e Brosl Hasslacher, "Robotics and Autonomous Machines: The Biology and Technology of Intelligent Autonomous Agents", ID da publicação no LANL: LA-UR-94-2636, 1995.
- Dewdney, A.K. "Photovores: Intelligent Robots are Constructed From Castoffs". Scientific American Setembro 1992, v267, n3, p42(1)
- Smit, Michael C., e Mark Tilden, "Beam Robotics". Algoritmo, Vol. 2, No. 2, Março de 1991, Pg 15-19.
- Hrynkiw, David M., e Tilden, Mark W., "Junkbots, Bugbots, and Bots on Wheels", 2002. ISBN 0-07-222601-3